# Хайдо Станоска
Хайдо (на гръцки: Οσία Χάιδω) е източноправославна светица, преподобна новомъченица.

## Биография
Хайсо е родена около 1800 година в халкидическото мадемско село Станос, тогава в Османската империя. Около 1821 година по време на Халкидическото въстание бяга с майка си на Тасос и се установява в метоха на Пантократор в Калирахи, където майка ѝ умира. Хайдо е убита от нахлули в метоха турци.
В 1888 година е обявена за светица и празникът ѝ е определен на 1 септември. В родното ѝ село е построена църква с нейното име.